# María García-Lliberós Sánchez-Robles
María García-Lliberós Sánchez-Robles (València, 3 de maig de 1950) és una escriptora valenciana.

## Biografia
Llicenciada en Ciències Econòmiques per la Universitat de València i en Ciències Polítiques i Sociologia per la Universitat Complutense de Madrid, María García-Lliberós, va ser directora general de Mitjans de Comunicació Social de la Generalitat Valenciana, directora de el Centre Regional de TVE a València, i delegada de RTVE a la Comunitat Valenciana.
Funcionària per oposició, economista de l'Ajuntament de València, fins a agost de 2015.
Ha col·laborat, com a columnista, amb diversos mitjans de comunicació escrits, com El País i el Diari Levante-EMV, i exerceix la crítica literària en Postdata, el suplement cultural d'aquest últim diari i al seu bloc Crònica de lectures.
Els temes més freqüents de les seues obres són les relacions de família i de parella en un entorn de classe mitjana urbà, les ruptures, divorcis i reconciliacions, els xicotets i grans drames domèstics, els prejudicis de classe en contrast amb l'afany de rebel·lia d'alguns dels seus membres, etc., sense arribar a caure mai en el costumisme o al sentimentalisme fàcil.

## Obres
- La función perdida, Editorial Sargantana, València, 2017
- Diario de una sombra, Editorial Sargantana, València, 2015, novel·la[3]
- Josefina, niña mala, relato inclòs en el llibre Arquitectura de la palabra, editat per l'Institut Alfons el Magnànim, 2012.
- Lucía o la fragilidad de las fuertes (Plataforma editorial, Barcelona, 2011), novel·la[4]
- Babas de caracol (Ediciones Aurea, Barcelona, 2006), novel·la. Reeditada por Plataforma editorial en 2014.[5]
- El último desfile de las hormigas, relat breu, inclòs en el llibre El mundo es ancho pero no ajeno, editat per Bancaixa, 2004.
- Como ángeles en un burdel (Editorial Algaida, Sevilla 2002), novel·la[1]
- El miedo (Institut Alfons el Magnànim, 2003), relat traduït al valencià, italià, portugués i francés.
- Equívocos (Editorial Algaida, Sevilla 1999), novel·la[6]
- El juego de los espejos (Editorial Nadir, València, 1996), novel·la[3]
- La encuestadora (CAM, 1992), novel·la curta[7]

## Guardons
- 1992 Premi de Novel·la Curta Gabriel Sijé, per La encuestadora[7]
- 1999 Premi de la Crítica Valenciana per Equívocos[6]
- 1999 Finalista al Premi de Novel·la Ateneo de Sevilla per Equívocos[1]
- 2002 Premi Ateneo de Sevilla per Como ángeles en un burdel[1]
- 2006 Finalista al Premi de la Crítica Valenciana per Babas de caracol[5]

## Pel·lícules
- Mentiras, dirigida per Miguel Perelló i protagonitzada per Imanol Arias, Juli Mira i Esther Arroyo. Esta pel·lícula, inspirada en la seua novel·la Equívocos, es va rodar en 2004 i es va estrenar al gener de 2005 en Canal 9.[8][4]
- Coguionista, juntament amb Isabel Barceló, del documental "La Bori, diva universal", realitzat per Lluís Miquel Campos (2012)[9]